# Kuno Stierlin
Kuno Stierlin (* 30. August 1886 in Ulm; † 26. August 1967 in Düsseldorf) war Musikdirektor, Komponist und Pianist.

## Leben
Stierlins Vater Johann Gottfried Adolf Stierlin (* 14. Oktober 1859 in Adenau; † 26. April 1939 in Münster) war Bassist an der Kroll-Oper in Berlin und an anderen Bühnen Deutschlands. Seine Frau Fides (geb. Koffka) war Hofschauspielerin in Dessau. Kuno kam als Kind nach Münster zu seiner Großtante Karolin Stierlin, seine Eltern folgten ihm 1897. Stierlin erhielt mit sechs Jahren seinen ersten Klavierunterricht, studierte Klavier, Orgel und Violine am Konservatorium seines Vaters.
Stierlin war Schüler von Max Reger in Würzburg. Als Kapellmeister wirkte er unter anderem in Münster, Elberfeld und Dortmund, er dirigierte ab 1923 die Oratorienvereinigung im niederländischen Hengelo und kehrte 1939 nach Münster zurück. Zum 1. Dezember 1938 trat er der NSDAP bei. 1944 wurden in seiner Wohnung etwa 400 Kompositionen zerstört. Nach dem Krieg kam Stierlin als Bombengeschädigter nach Warendorf, wo er zehn Jahre lebte und wirkte. Hier entstanden etwa 30 Werke, z. B. die „Warendorfer Reiter-Ouvertüre“, ein „Tedeum in Plattdeutsch“ und eine „Hymne an Warendorf“, die am 25. Mai 1954 unter der Leitung von Franz Bernardt (1905–89) und unter der Mitwirkung des MGV „Lyra“ uraufgeführt wurde. Die Hymne verwendet ein Gedicht der ostpreußischen Dichterin Agnes Miegel. Die Aufführung war das erste und letzte „Musikfest der Stadt Warendorf“. Danach zog Stierlin nach Düsseldorf.
Seine Frau Hildegard gab Klavier- und Musiktheorieunterricht und die Tochter Fides widmete sich als Pianistin der Ballettmusik. Fides spielte 1942 bis 1949 an den städtischen Bühnen Münsters. 1949 bis 1952 leitete Stierlin den Männergesangverein in Westkirchen und spielte dort die Orgel. Unter seiner Leitung nahm der Männerchor erfolgreich an zahlreichen Sängerwettstreiten teil.
Stierlin hatte drei Töchter und einen Sohn: Fides (* 14. Februar 1919), Melanie (* 19. Dezember 1920), Tosca (* 24. März 1922) und Gösta (* 10. Mai 1923).
Am 26. August 1967 starb Stierlin im Alter von 80 Jahren in Düsseldorf.
Eine ehemals nach ihm benannte Straße in Hengelo wurde inzwischen in „Rachmaninowstraße“ umbenannt. In Münster existiert nach wie vor eine „Stierlin-Straße“. Jene ist jedoch nach Stierlins Vater Johann Gottfried benannt, der 1897 im Südviertel von Münster eine Musikschule gründete, die 25 Jahre bestand.
Ein Porträt Stierlins hing seit 1986 vier Jahre im Konferenzraum des holländischen Rathauses Hengelo. Anschließend wurde es nach Münster gebracht und dem münsteraner Stadtmuseum geschenkt. Vom 30. August 1993 bis zum 28. Dezember 1993 wurde das Porträt in der Galerie des Münsteraner Cafés „Schucan“ gegenüber dem Rathaus zu Ehren Stierlins Geburtstages ausgestellt.

## Werk
Stierlin wollte kein „Neutöner“ sein. Er lebte in der Welt der Spätromantik und war überzeugt, dass deren kompositorische Möglichkeiten noch lange nicht erschöpft seien. Bei Stierlin stoßen archaisierende Elemente mit frischer Erfindergabe zusammen. Ein feines, harmonisches Gespür und keinesfalls flache melodische Kraft gehen eine glückliche Verbindung ein. Oft setzte Stierlin großes Orchester, Chor und Solisten ein.
Am 4. November 2003 brachte der Konzertorganist H. Wiekamp eine Orgelkomposition Stierlins in der münsteraner Lambertikirche zur Aufführung. Die Berliner Philharmoniker führten unter Herbert von Karajan Stierlins vierte Symphonie auf. In Ulm wurde ein Trio für Horn, Violine und Klavier gespielt.
Die Stierlin Gesellschaft ist bemüht, das Werk Stierlins vor dem Vergessen zu bewahren.